# The One (песня Deuce)
«The One» — песня американского рэп-рок-музыканта Deuce, первый трек из мини-альбома The Two Thousand Eight EP и первый сингл в его дискографии. Сингл вышел незадолго до релиза мини-альбома. Песня написана и исполнена Ароном Эрлихманом (Deuce) в то время, когда он являлся фронтменом Hollywood Undead. В 2010 году песня была перезаписана Ароном. В 2011 году стало известно, что песня будет перезаписана ещё раз и войдёт в дебютный студийный альбом Deuce под названием Nine Lives. Альбом вышел 24 апреля 2012 года, песня стала в нём пятым треком и была спродюсирована Ароном Эрлихманом и Jimmy Yuma. Альбомная версия песни отличается от версии 2010 года добавлением электрогитары и ударных инструментов. 14 февраля 2013 года вышел клип The One.
Сам Deuce назвал эту песню «та моя музыка, к которой надо стремиться» (through my music, I could so much).

## Список композиций
| №  | Название  | Длительность |
| -- | --------- | ------------ |
| 1. | «The One» | 3:08         |